# 전주서문초등학교
전주서문초등학교는 대한민국 전북특별자치도 전주시 완산구 서신동에 있는 초등학교다.

## 학교 연혁
- 1996년 4월 22일 전주서문초등학교 설립 인가
- 1997년 9월 1일 전주서문초등학교 개교(28학급)
- 2019년 2월 15일 제21회 졸업 (89명)
- 2019년 3월 1일 제10대 강선영 교장 부임

## 학교 상징
- 교화 - 장미 : 7월에 화려하게 피는 장미는 장미과목으로 정열과 사랑을 의미하며 서문 어린이의 아름다움과 안정된 정서를 상징한다.
- 교목 - 소나무 : 소나무는 우리나라를 대표하는 나무로 사계절 푸르름을 자랑하듯 서문 어린이의 씩씩한 기상과 진취적 기백을 뜻하고 있다.
- 교조 - 비둘기 : 비둘기는 평화와 온순함을 상징하는 새로서 '서로 사이좋게 학교생활을 하자'는 의미를 상징한다.

## 참고 자료
- 전주서문초등학교 - 한국교육학술정보원 학교알리미